# Croacia en los Juegos Paralímpicos de Salt Lake City 2002
Croacia estuvo representada en los Juegos Paralímpicos de Salt Lake City 2002 por dos deportistas, un hombre y una mujer. El equipo paralímpico croata no obtuvo ninguna medalla en estos Juegos.